# نفل المروج
نفل المروج     أو النفل الأحمر أو برسيم المروج (باللاتينية: Trifolium pratense) أو (بالإنجليزية: Red Clover) نبات علفي من الفصيلة البقولية يتبع جنس النفل. موطنه الأصلي المشرق العربي والمغرب العربي ومعظم مناطق أوروبا باستثناء أقصى شرق القارة. يزرع الآن في مناطق كثيرة من العالم.

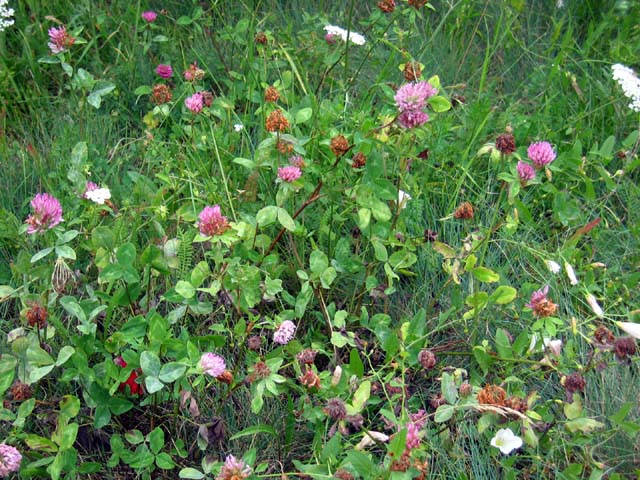
نورات نفل المروج

## الوصف النباتي
هو من النباتات ذات الحولين وأحيانًا يمكن أن يكون معمرًا قصيرًا (لثلاث سنوات). ويبلغ ارتفاع النبات من 20-80 سم. النبات قائم. الورقة مركبة تتكون من ثلاث وريقات بيضية الشكل. توجد علامات بيضاء بشكل "V" على الوريقات. لون الأزهار زهري محمر. تتميز البذور بأن لها لونان (عادة بنفسجي وصفر).